# Xã Boone, Quận Porter, Indiana
Xã Boone (tiếng Anh: Boone Township) là một xã thuộc quận Porter, tiểu bang Indiana, Hoa Kỳ. Năm 2010, dân số của xã này là 6.160 người.